# 伊勒河 (维莱讷河支流)
伊勒河（法語：Ille，法語：[il] ⓘ）是法国布列塔尼的小型河流，是维莱讷河的右支流，长48.9千米。伊勒河于雷恩汇入维莱讷河。 
伊勒河通过伊勒-朗斯运河与朗斯河相连。运河主要用于观光船。 
伊勒河流经伊勒-维莱讷省及以下城镇：伊勒河畔蒙特勒伊、贝通和雷恩。 